# Parosphromenus bintan
Parosphromenus bintan je drobná sladkovodní paprskoploutvá ryba z čeledi guramovití (Osphromenidae). Pochází z černých vod indonéských ostrovů Bintan a Bangka.